# Untervaz
Untervaz (rm. Vaz sut)  miejscowość i gmina w Szwajcarii, w kantonie Gryzonia, w regionie Landquart. 

## Demografia
W Untervaz mieszka 2 527 osób. W 2020 roku 10,8% populacji gminy stanowiły osoby urodzone poza Szwajcarią. 